# Martial Roman
Martial Roman (Vichy, 30 de novembre de 1987) és un ciclista francès, que combina el professionalisme amb els equips amateurs. Del seu palmarès destaca el Gran Premi Chantal Biya de 2016.

## Palmarès
- 2008
  - 1r al Circuit boussaquin
- 2009
  - Vencedor d'una etapa del Circuit du Mené
  - Vencedor d'una etapa de l'Essor breton
- 2016
  - 1r al Gran Premi Chantal Biya i vencedor d'una etapa